# Tockins
Tockins (Cogsworth) è un personaggio immaginario della Disney, apparso nel Classico Disney La bella e la bestia.

## Caratteristiche
Tockins è il maggiordomo della Bestia, nonché la controparte e rivale/amico di Lumière. Quando l'incantatrice maledice la Bestia e gli abitanti del castello, Tockins viene trasformato in un orologio a pendolo.
Tockins e Lumière sono migliori amici e condividono una relazione fraterna. Tuttavia, sono anche rivali in qualche modo, principalmente a causa delle loro opinioni contrastanti riguardo alle regole del padrone. Mentre Tockins è quasi eccessivamente severo, Lumière è ribelle e spensierato. In quanto tali, i due sono spesso in contrasto.
E' incaricato di sostenere le leggi della Bestia, non importa quanto dure possano essere. Ligio e preciso, prende molto sul serio la sua posizione di maggiordomo e gli piace che sia tutto in ordine. Apprezza anche la propria intelligenza e gli piace vantarsi di quanto sia ben informato quando gli viene data la possibilità. Sebbene sia un membro stimato del castello, gli altri servitori sono veloci nel buttare giù parzialmente l'ego di Tockins. Questa è una fonte di contesa per lui, che diventa irritabile e senza fronzoli quando gli altri si rifiutano di ascoltarlo, anche quando le sue ragioni sono fondate.
Sotto la superficie, Tockins non controlla per il gusto di farlo. Essendo il servitore più leale e fidato della Bestia, agisce come una sorta di pacificatore, tentando di domare il temperamento del padrone.
Sebbene la sua fedeltà sia in parte guidata dalla paura, Tockins è sinceramente fedele alla Bestia. È dimostrato che si prende cura della felicità e del benessere del suo padrone, in particolare durante la prigionia di Belle, prendendosi la responsabilità di aumentare la fiducia della Bestia e fornire consigli romantici quando necessario. E' fedele anche agli amici; nonostante la sua rivalità con Lumière, Tockins non sfrutta mai il suo potere per schierarsi o rimproverare il primo, anche se ha il diritto di farlo. Viene anche visto consolare Mrs. Bric quando l'ultimo petalo cade dalla rosa incantata e la Bestia muore per colpa di Gaston.
Tockins è interpretato da Sir Ian McKellen nella versione live-action musical. Questa versione ha una moglie di nome Clothilde. Alla fine, si riunisce con Clothilde dopo che si è trasformato di nuovo in un umano, con suo grande sgomento. Viene rivelato che il nome di battesimo di questa versione è Henry.

## Tockins nella TV
- Tockins compare occasionalmente nella serie Disney House of Mouse - Il Topoclub, doppiato da Vittorio Battarra e inoltre, compare nel gioco Kingdom Hearts II e Kingdom Hearts HD 2.5 ReMIX.
- Tockins compare in cameo in un episodio della serie Disney Timon e Pumbaa.